# Saint-Gilles-de-Crétot
Saint-Gilles-de-Crétot là một xã thuộc tỉnh Seine-Maritime trong vùng Normandie miền bắc nước Pháp.

### Huy hiệu
| Arms of Saint-Gilles-de-Crétot | The arms of Saint-Gilles-de-Crétot are blazoned: Azure, a armed senestrochere argent holding a lance palewise Or, from which a banner argent a bend wavy gules. |

## Dân số
| 1962                                            | 1968 | 1975 | 1982 | 1990 | 1999 | 2006 |
| ----------------------------------------------- | ---- | ---- | ---- | ---- | ---- | ---- |
| 184                                             | 188  | 182  | 194  | 253  | 268  | 338  |
| Starting in 1962: Population without duplicates |      |      |      |      |      |      |